# لیگ فوتبال استان کردستان
لیگ استان کردستان بالاترین سطح فوتبال در استان کردستان می‌باشد که در پنجمین سطح از فوتبال ایران و بعد از لیگ دسته سوم فوتبال ایران قرار دارد. قهرمان این جام به مسابقات کشوری لیگ دسته سوم فوتبال ایران راه می‌یابد و جواز حضور در جام حذفی را کسب می‌کند.
این مسابقات بخشی از برنامه ویژن آسیا است.

## نحوه برگزاری
مسابقات در یک مرحله و بین ۱۰ تیم برگزار می‌شود. قهرمان لیگ به لیگ دسته سوم فوتبال ایران صعود می‌کنداین مسابقات هر سال توسط هیئت فوتبال استان کردستان برگزار می‌شود.

## فصل ۰۲–۱۴۰۱
تیم‌های حاضر
- آبیدر سنندج
- هیئت فوتبال بانه
- آسو سقز
- ستارگان اوراز مریوان
- تکنام گروس بیجار
- تراکتور سازی حبیبی دیواندره
- پیام نوین سنندج
- ایثار قروه
- هیئت فوتبال سروآباد
- خورشید مهر قروه